# IFK Östersund
Maillots
L'IFK Östersund est un club de football suédois basé à Östersund et fondé le 7 mars 1906 au café Temperance de cette même ville.

## Historique

### Fondation
Le club est officiellement fondé le 7 mars 1906 au café Temperance d'Östersund lorsque Bure Holbäck, Reinhold Fredman, Axel Hermansson,  Wolter Mannerfelt, Gunnar Mårtensson, Gösta Westerlund, Gösta Blomqvist, Lars Ekström, Arvid Liljeblad et Robert Nilsson-Berghagen, reçoivent la réponse à un courrier qu'ils avaient envoyés quelques semaines auparavant. Ce groupe avait en effet décidé de répondre à l'appel lancé quelques années plus tôt par Louis Zettersten et Pehr Ehnemark depuis Stockholm, visant à créer des Associations Sportives les Camarades (Idrottsföreningen Kamraterna) partout dans le pays. Dans ce courrier, le comité central des IFK leur annonce que leur demande a été acceptée et qu'Östersund serait le 25e club affilié aux Idrottsföreningen Kamraterna. Comme tous les membres de cette initiative, le nouveau club prend donc le nom d'IFK Östersund et adopte le même blason : un écu traversé d'une large bande, surmontée de la mention IFK et portant une croix dans sa partie inférieure. Traditionnellement, les couleurs des IFK sont le Bleu et le Blanc, symbolisant l'innocence et la loyauté. Pour autant, ces couleurs ne sont pas celles adoptées par l'IFK Östersund, qui demandera l'autorisation au comité central des IFK, à Stockholm d'utiliser le rouge et le blanc.
Comme la majorité des clubs du Norrland, l'IFK n'a pas pu participer aux premiers championnats suédois, que ce soit lors du Svenska Mästerskapet (1904/1925) ou des débuts de l'Allsvenskan (1924/1953). À la création de l'Allsvenskan, les clubs du Norrland n'auront en effet pas le droit d'évoluer plus haut que la 3e division. Pour pouvoir malgré tout se disputer un trophée, les meilleurs club de cette région vont jouer le Norrländska Mästerskapet qui désignera à un rythme irrégulier le nom du meilleur club des régions septentrionales du pays.l'IFK Östersund participe à 5 des 21 éditions de cette compétition et s'adjuge le trophée en 1949, s'offrant ainsi son premier titre d'envergure.

### Les années 1950
En 1953, tous les clubs du nord peuvent intégrer les deux premières divisions suédoise, ce dont elles étaient exclues jusque-là. La Div III Norra est donc supprimée et ses participants divisés en deux groupes, les sept premiers sont promus en Div II, et les trois derniers relégués en Div 4. L'IFK Östersund, deuxième de son championnat fait donc partie du bon wagon et rejoint pour la première fois de son histoire la Div 2. Le club semble rapidement prendre ses marques au niveau supérieur et obtient une belle 5e place pour ses débuts à ce niveau. L'année suivante, le club s'adjuge la 4e place sans jamais être en mesure de jouer les premiers rôles derrière l'intouchable Sandvikens IF (15 victoires, deux nuls et une défaite lors de la saison 1954/1955, 10 points d'avance sur Lycksele IF et Fagerviks GF, respectivement 2e et 3e). La saison suivante est toutefois d'un autre acabit pour les Rouge et Blanc qui manquent le maintien en Div II pour un point de retard sur Ljusne AIK, premier non relégable. Le club remonte toutefois aussitôt en Div II, en faisant un championnat 1956/1957 exceptionnel : 20 victoires, 2 nuls et aucune défaite, 97 buts marqués (4.4 buts par match !) pour 29 encaissés. Maintenu de justesse en 1957/1958, le club s'offre une magnifique 3e place la saison suivante, ne ratant que pour 3 points l'occasion de disputer les barrage pour la montée en Allsvenskan.

### Les années 1960
4e en 1960, le club s'écroulera en 1961, ne prenant que 8 points en 18 rencontres de championnat et terminant bon dernier de son groupe. Encore une fois, l'attente est brève. 2e en 1962, le club remporte à nouveau sa poule de Div III Mellersta Norrland en 1963, et gagne à nouveau le droit de joueur en Div II. Après deux saisons où le club se maintient tranquillement, l'IFK réalise une nouvelle saison catastrophe en 1966 (10e et dernier de son groupe, 7 points pris sur 36 possibles) et regagne la Div III. Après une saison moyenne en 1967, le club d'Östersund termine 1er ex-æquo de Div III Södra Norrland Övre mais ne peut prétendre à la montée, la faute à une différence de but désavantageuse par rapport à l'IFK Härnösand (1er et promu) et l'IFK Sundsvall (2e). Il se rattrape toutefois dès la saison suivante en remportant sa poule de Div III et obtient la montée sur le fil lors des barrages pour l'accession à la Div II. 

### Les années 1970 et 1980
Le retour en Div II n'est pas une réussite et le club se retrouve relégué dès la fin de la saison 1970. 2een 1971, le club remporte une nouvelle fois sa poule en 1973 mais échoue lors des barrages d'accessions à la Div II. La même chose se produit lors des saisons 1976, 1978, 1981 et 1982. Jusqu'en 1985, le club ne descendra jamais en dessous de la 3e place du classement de sa poule. l'IFK ratera cependant la saison à ne pas manquer : 1986. En 1986, la Fédération suédoise introduit en effet une nouvelle modification dans l'ordre de ses divisions. Une nouvelle 3e division portant le nom de Div II est créée. Par effet domino, la 4e division se nomme désormais Div 3 et ainsi de suite. Pour ce qui concerne le championnat de l'IFK cela se traduit de la manière suivante : 
- Le champion 1986 joue les barrages pour accéder à la Div I (2e échelon national).
- Les clubs classés de la 2e à la 4e place jouent sont qualifiés pour la nouvelle Div II (3e échelon national, c'est-à-dire qu'ils restent au même niveau).
- Le club classé 5e joue un barrage pour avoir le droit d'être « promu » dans la nouvelle Div II.
- Les clubs classés de la 6e à la 10e place sont rétrogradés en Div III (4e échelon national). Enfin, les 11e et 12e sont relégués en Div IV (5e échelon national, ils descendent donc de deux divisions).

L'IFK termine la saison 1986 à la 6e place et se voit donc contrainte de jouer une division plus bas, un comble pour le club qui avait été le meilleur de son championnat sur les 10 dernières années.
Les Rouge et Blanc se reprendront toutefois dès la saison suivante en s'adjugeant le titre de Div IV Mellersta Norrland, grâce à une meilleure différence de but sur Krokom/Dvärsätts IF. En 1988, pour son retour à ce niveau, le club obtient la 3e place du championnat de Div II Norra, puis la 2e la saison suivante et encore 3e en 1990.

### Les années 1990 et 2000
En 1991, le club échoue à nouveau en barrage pour la promotion en Div 1. Idem en 1992. En 1994, le club passe à côté de sa saison et est relégué en Div III avant de remonter dès l'année suivante après avoir remporté ce championnat avec 1 petit point d'avance sur Alnö IF. Il s'ensuit une nouvelle relégation en Div III en 1996 puis en Div IV en 1998. Le club se reprendra en 2001 et 2002 en remportant consécutivement les championnats de Div IV Jämtland/Härjedalen et Div III Mellersta Norrland. Mais ce ne sera qu'un feu de paille, le club subissant ensuite deux relégations successives en 2003 et 2004. La fausse promotion de 2005 donnera au club l'impression de monter (le championnat de Div IV change de nom pour s'appeler Div III, tout en restant en réalité le 5e échelon national). Depuis 2006, le club évolue en Division III Mellersta Norrland, soit la 5e division suédoise. Toutefois, après avoir flirté avec la relégation lors de la saison 2010 (1er non relégable, 3 points devant le barragiste, l'IFK Umeå), l'IFK Östersund est relégué en fin de saison 2011 en raison de sa 10e place (sur 12 équipes) au classement.

## Grands joueurs d'hier et d'aujourd'hui
- Roland Grip
- Hans Eskilsson
- Olle Håkansson
- Steve Mardenborough
- Yuri Zheludkov